# Зеленчик синьокрилий
Зеленчик синьокрилий (Chloropsis cochinchinensis) — вид горобцеподібних птахів родини зеленчикових (Chloropseidae).

## Поширення
Вид поширений в Південно-Східній Азії від Бангладешу та Ассаму до китайської провінції Юньнань на півночі та В'єтнаму на сході та на південь до Борнео та Яви.

## Опис

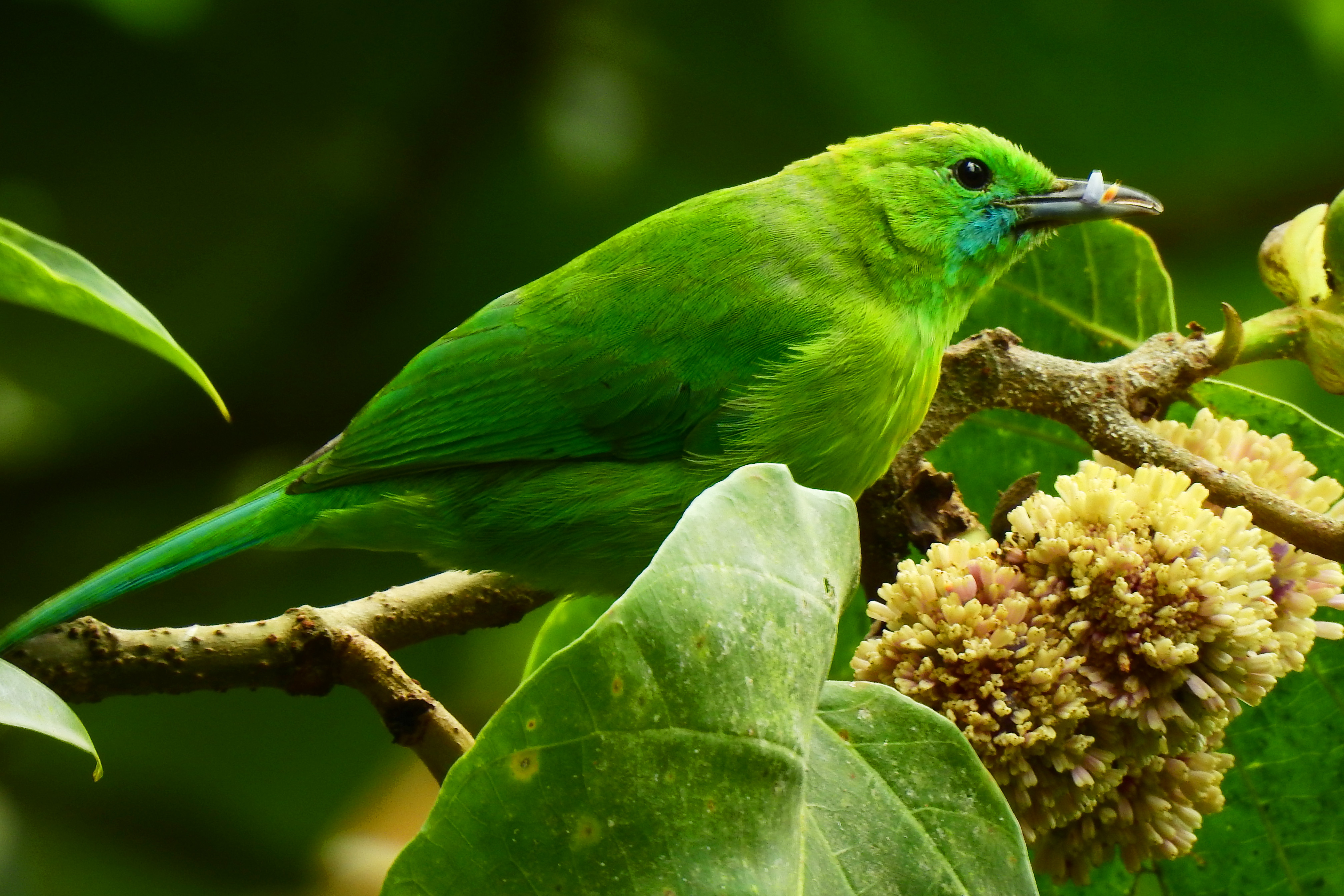
Самиця

Птах завдовжки 16-18 см та вагою 19-28 г. Тіло міцної статури. Дзьоб конічний, довгий, ледь зігнутий. Крила заокруглені. Хвіст квадратний. Ноги міцні. 
У самців основне оперення яскравого зеленого кольору, у верхній частині тіла темніше, у нижній - світліше. Махові пера та хвіст блакитного відтінку. Лицьова маска чорного кольору займає також верхню частину горла, зі всіх сторін облямована жовтим кольором. Від країв дзьоба вниз по горлу простягуються дві блакитні смуги («вуса»). Нижня частина хвоста світло-сіра. У самиць майже все оперення світло-зеленого кольору. У них відсутня лицьова маска. На крилах, хвості та горлі є блакитні пір'їни.

## Спосіб життя
Живе у вологих тропічних лісах. Активний вдень. Трапляється поодинці або під час шлюбного періоду парами. Всеїдний птах. Живиться фруктами, комахами і дрібними безхребетними, інколи нектаром. Сезон розмноження триває з лютого по червень. Утворює моногамні пари. Самиця будує чашоподібне гніздо між гілками дерев. У гнізді 2-3 яйця рожевого кольору. Насиджує самиця. Інкубація триває 14 днів. Самець підгодовує партнерку під час насиджування. Про пташенят піклуються обидвоє батьків. Пташенята стають самостійними через півтора місяця після вилуплення.